# Agastache

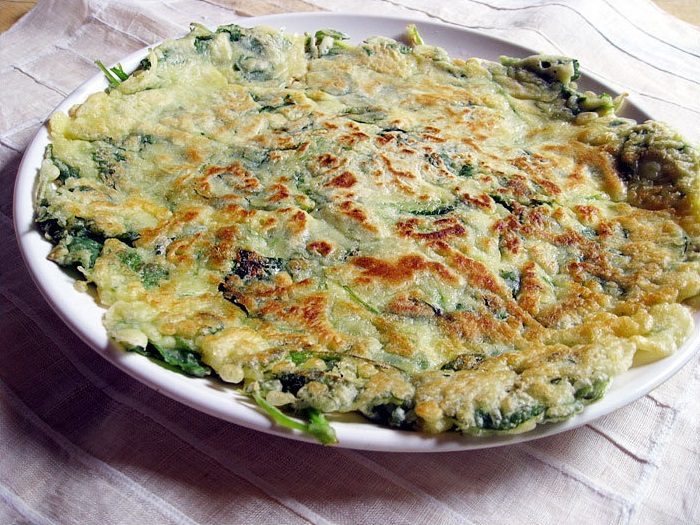
Buchimge

Agastache — рід багаторічних трав'янистих ароматних рослин поширених на сході Азії (Російський Далекий Схід, Китай, Корейський півострів, Японія, Тайвань) й у Північній Америці (Канада, США, Мексика). Рослини населяють гори або пустелі.

## Біоморфологічна характеристика
Листки прості, зубчасті. Приквітки зменшені, нижні часто листоподібні. Чашечка трубчаста або дзвінчаста, пряма, нечітко 2-губа, 5-лопатева (3/2), частки рівні. Віночок сильно 2-губий, 5-лопатевий (2/3), рожевий, від синього до фіолетового, або білий, задня губа пряма, передня губа із середньою часткою найширша, розпростерта, ціла або хвиляста, бічні частки прямі, трубка поступово розширюється до горла. Горішки від еліпсоїдних до зворотно-яйцюватих, гладкі з волохатою верхівкою. 2n = 18.

## Використання
Вид Agastache rugosa широко використовується як декоративна рослина. Рослина інтродукована до пд.-сх. Азії, Австрії, Німеччини, Швеції, європейської Росії. У Східній Азії та Північній Америці A. rugosa використовують як лікарську й ароматичну рослину. Це поширена кулінарна трава в Південній Кореї — додається до кінця приготування або запікається як основний інгредієнт у Buchimge (корейські млинці). Це одна з 50 незамінних рослин традиційної китайської медицини.

## Види
Рід містить 22 види: 
1. Agastache aurantiaca (A.Gray) Lint & Epling
2. Agastache breviflora (A.Gray) Epling
3. Agastache cana (Hook.) Wooton & Standl.
4. Agastache coccinea (Greene) Lint & Epling
5. Agastache cusickii (Greenm.) A.Heller
6. Agastache eplingiana R.W.Sanders
7. Agastache foeniculum (Pursh) Kuntze
8. Agastache mearnsii Wooton & Standl.
9. Agastache mexicana (Kunth) Lint & Epling
10. Agastache micrantha (A.Gray) Wooton & Standl.
11. Agastache nepetoides (L.) Kuntze
12. Agastache occidentalis (Piper) A.Heller
13. Agastache pallida (Lindl.) Cory
14. Agastache pallidiflora (A.Heller) Rydb.
15. Agastache palmeri (B.L.Rob.) Standl.
16. Agastache parvifolia Eastw.
17. Agastache pringlei (Briq.) Lint & Epling
18. Agastache rugosa (Fisch. & C.A.Mey.) Kuntze
19. Agastache rupestris (Greene) Standl.
20. Agastache scrophulariifolia (Willd.) Kuntze
21. Agastache urticifolia (Benth.) Kuntze
22. Agastache wrightii (Greenm.) Wooton & Standl.